# Ternium
TERNIUM (NYSE: TX) es una empresa productora de aceros planos y largos de Latinoamérica, perteneciente al grupo ítalo-argentino Techint, que integra a las siderúrgicas Hylsa e Imsa (México) y Ternium-Siderar (Argentina). Con una capacidad de producción anual de 10,8 millones de toneladas es una de las líderes del mercado latinoamericano para la fabricación de acero y derivados.
Desde el 1 de febrero de 2006 cotiza en la Bolsa de Valores de Nueva York (NYSE) bajo el símbolo TX. En la Bolsa de Comercio de Buenos Aires cotiza una de sus controladas, Ternium Argentina S.A., bajo el símbolo TXAR que anteriormente fue ERAR cuando su razón social era Siderar SAIC. 
Con procesos integrados, que comienzan con la extracción de mineral de hierro en minas propias, Ternium fabrica una amplia gama de productos semi elaborados, planos, largos, conformados, tubos y perfiles. Ternium posee 16.500 empleados que logran una capacidad de producción cercana a las 11 millones de toneladas; es el mayor productor de acero de la región, quinto del continente y primer exportador americano de productos terminados.

## Empresas
Ternium es controlante de las siguientes compañías, entre otras:
- Ternium Argentina S.A. es la mayor empresa siderúrgica de Argentina. Fabrica aceros laminados en caliente y en frío, galvanizados, electrocincados, prepintados y hojalata. Cuenta con cinco centros productivos ubicados en la provincia de Buenos Aires (Ramallo, Ensenada, Haedo, Bosques y Canning). En la planta de Villa General Savio, Partido de Ramallo, se trabaja el acero en caliente y cuenta con dos altos hornos para su producción, además de las plantas Sidercrom y Serviacero III; la planta siderúrgica de Ensenada trabajan el acero en frío, que proviene de la planta de Ramallo. Adicionalmente se encuentra una planta en Rosario. Abastece al mercado interno, principalmente a las industrias de la construcción, automotriz, línea blanca y maquinaria agrícola, además de exportar al exterior. Ternium actualmente controla el 62.46% de los votos en Ternium Argentina S.A. siendo ANSES a través del FGS el segundo tenedor de acciones de la compañía con el 26.03% de los votos.

- Hylsa S.A. de CV, complejo siderúrgico ubicado en México, sus actividades abarcan desde la extracción de mineral de hierro en sus propias minas y la fabricación de acero, hasta la elaboración de productos terminados de alto valor agregado y su distribución. Ternium controla el 89.21% de la compañía. Diego Vergara es el gerente general de estas dos plantas. En 2007 es adquirida e integrada al grupo IMSA:

- Imsa, procesador de acero con operaciones en México, los Estados Unidos y Guatemala. Tiene una capacidad de producción anual de 2.2 millones de toneladas de bobinas laminadas en caliente, 1.8 millones de toneladas de productos laminados en frío y 1.7 millones de toneladas de productos galvanizados. Adicionalmente, Grupo Imsa produce paneles y otros productos de acero. Grupo Imsa tuvo ventas netas de US$3.4 mil millones en 2005.

En 2011 Ternium adquiere el 27,7% del paquete accionario de la siderúrgica Usiminas, la última adquisición del grupo industrial:
- Usiminas, es el mayor fabricante brasileño de productos de acero para la industria automotriz. Es también la mayor productora de aceros planos de América Latina, tiene tres minas de mineral de hierro y otras unidades de transformación. Su capacidad de producción supera los nueve millones de toneladas de acero anuales. La operación estuvo valuada en U$S2660 millones con la que Ternium controla Usiminas junto a la japonesa Nippon Steel, controlante del 46,1% de las acciones.

Una tercera empresa integró desde su formación al holding, hasta el 2008:
- Sidor, la principal siderúrgica de Venezuela, de la región andina y el Caribe.

## El origen del nombre
El nombre de Ternium proviene de las expresiones ter (tres) y eternium (eterno), en referencia a la integración de las tres siderúrgicas (Siderar, Hylsa y Sidor) con las que se formó el holding.

## Daños al medio ambiente
Empresa responsable de serios daños ambientales como consecuencia del desecho de su producción  (y negligencia)  a ecosistemas y animales en peligro de extinción protegidos, como los vertidos en el arroyo La Talaverna, en Monterrey, Nuevo León, México, como la tortuga de concha blanda.